# Castillo de Giraldo

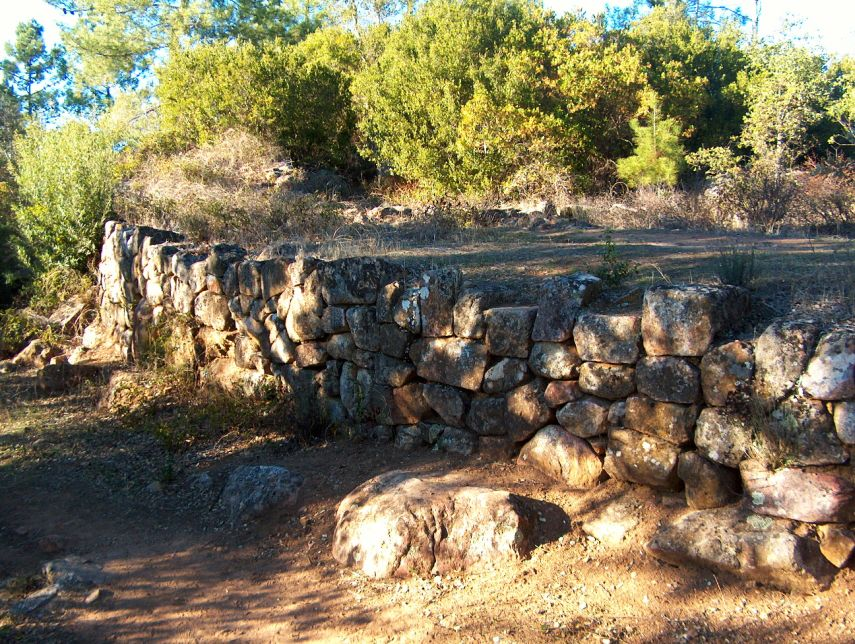
Castillo de Giraldo: Vestigios de la muralla medieval

El Castillo de Giraldo ("Castelo de Giraldo" en idioma portugués) está situado en la freguesia de Nossa Senhora de Guadalupe ("Nuestra Señora de Guadalupe"), en el municipio de Évora, distrito de Évora, en Portugal. Estas ruinas del "Castillo de Giraldo" constituyen son un legado patrimonial importante, que se encuentra cerca del pueblo de Valverde.
El Castillo de Giraldo es uno de los pocos pueblos conocidos en la región del Alentejo, donde se confirmó una ocupación casi continua desde que el tercer milenio hasta el fin del primer milenio antes de Cristo, más tarde con una ocupación esporádica en la época medieval.
Esta fortaleza natural, con base en los afloramientos de la Sierra de Monfurado, a unos 334 metros de altitud, es una estructura amurallada protohistórica generalmente identificada con la Edad de Bronce, pero con trazas de otros períodos de ocupación subsiguiente. Los restos de la muralla, que todavía son visibles, con un plan sub-circular y un perímetro exterior de 114 metros, probablemente se remontan a la época medieval.
El pueblo fue apodado muy rápidamente "Castillo de Giraldo" por supuestamente ser refugio de Geraldo Sempavor ("Geraldo sin miedo"). Fue usado, a menudo, como una base de operaciones en la lucha contra los moros. Giraldo o Geraldo, "Sin Miedo", fue un noble nacido en el norte de Portugal, que se fue temprano para el Sur, en las luchas contra los moros, donde lideró una banda de salteadores.
Su gran logro se produjo en el momento de la conquista de Évora a los moros. Giraldo Sempavor ofreció la ciudad al primer rey portugués, Alfonso Enriquez, en 1165, utilizando esta estructura como base estratégica para la victoria.
El pueblo tiene un área muy pequeña de aproximadamente 0,25 hectáreas, que fue descubierta e identificada en 1957.